# 원주 최씨
원주 최씨(原州崔氏)는 강원특별자치도 원주시를 본관으로 하는 한국의 성씨이다. 시조는 조선에서 대호군(大護軍)을 지낸 최보은(崔寶隱)이다.

## 인물
- “빅토르 최”. : 빅토르 초이는 소련의 가수. 록밴드인 키노의 리더이자 프론트맨이었다. 생전 소련 대중음악계의 독보적인 슈퍼스타였으며, 그가 죽은 지 30년이 넘었음에도 불구하고 여전히 러시아 대중음악계의 한 획을 그은 인물로 회자되고 있다.

## 참고 자료
- “원주최씨(原州崔氏)”. 뿌리를 찾아서.[깨진 링크(과거 내용 찾기)]